# Nuisement-sur-Coole
Nuisement-sur-Coole ist eine französische Gemeinde mit 385 Einwohnern (Stand: 1. Januar 2022) im Département Marne in der Region Grand Est (bis 2015 Champagne-Ardenne). Sie gehört zum Arrondissement Châlons-en-Champagne und zum Gemeindeverband La Moivre à la Coole. Die Bewohner werden Nuisementais genannt.

## Geografie
Die Gemeinde Nuisement-sur-Coole liegt zehn Kilometer südlich von Châlons-en-Champagne und etwa 50 Kilometer südöstlich von Reims an der Coole, einem Nebenfluss der Marne in der Trockenen Champagne. Die Umgebung zeichnet sich durch bis auf Auwaldreste fehlende Wälder und durch von großflächigen Äckern bedeckte Ebenen aus. Umgeben wird Nuisement-sur-Coole von den Nachbargemeinden Écury-sur-Coole im Nordosten, Breuvery-sur-Coole im Süden, Vatry und Soudron im Südosten sowie Cheniers im Nordwesten.

## Bevölkerungsentwicklung
| Jahr      | 1962 | 1968 | 1975 | 1982 | 1990 | 1999 | 2006 | 2013 | 2021 |
| Einwohner | 198  | 178  | 202  | 246  | 202  | 270  | 307  | 337  | 386  |

Im Jahr 1872 wurde mit 160 Bewohnern die bisher niedrigste Einwohnerzahl ermittelt. Die Zahlen basieren auf den Daten von cassini.ehess und INSEE.

## Sehenswürdigkeiten

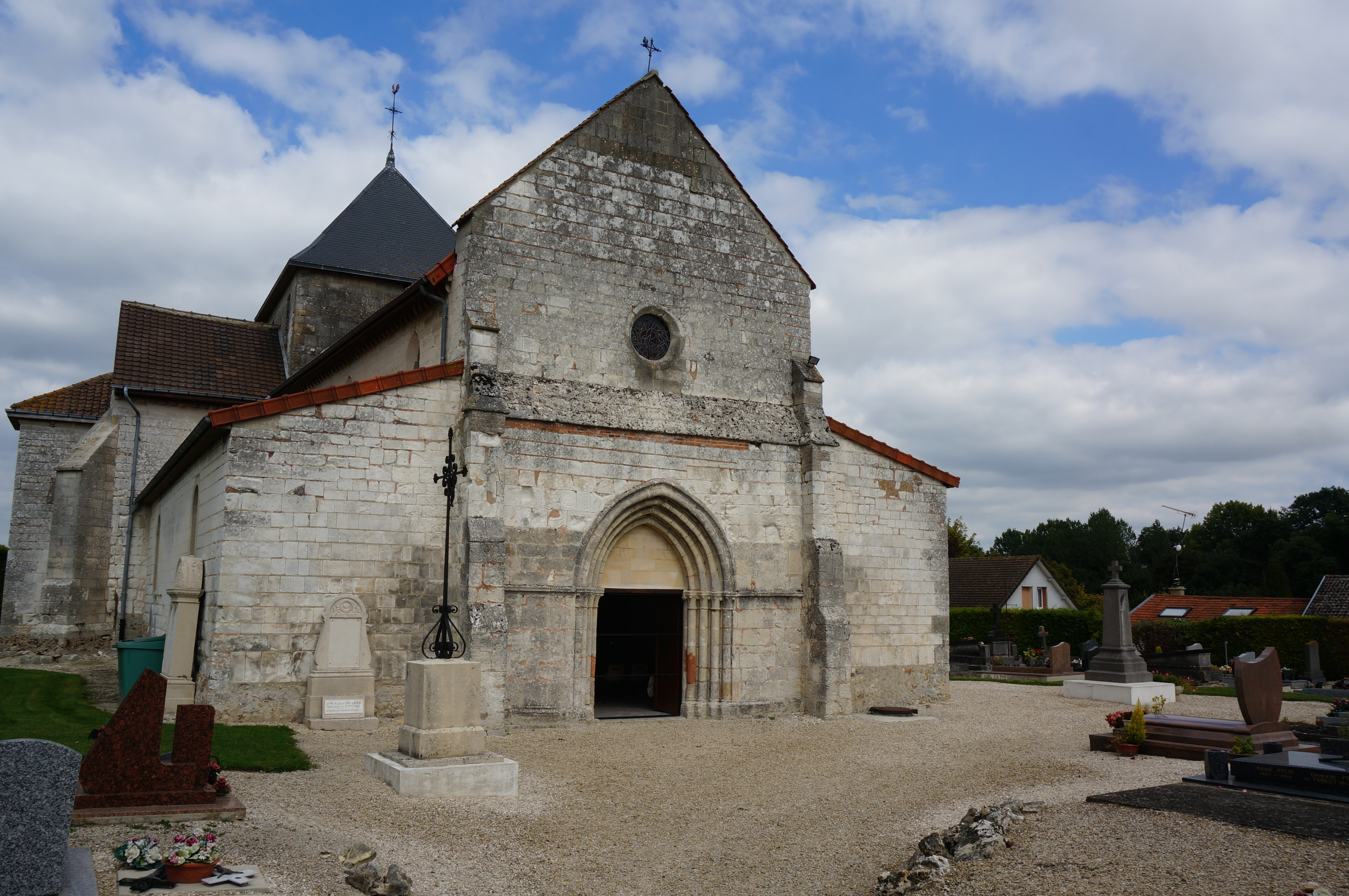
Kirche Saint-Étienne
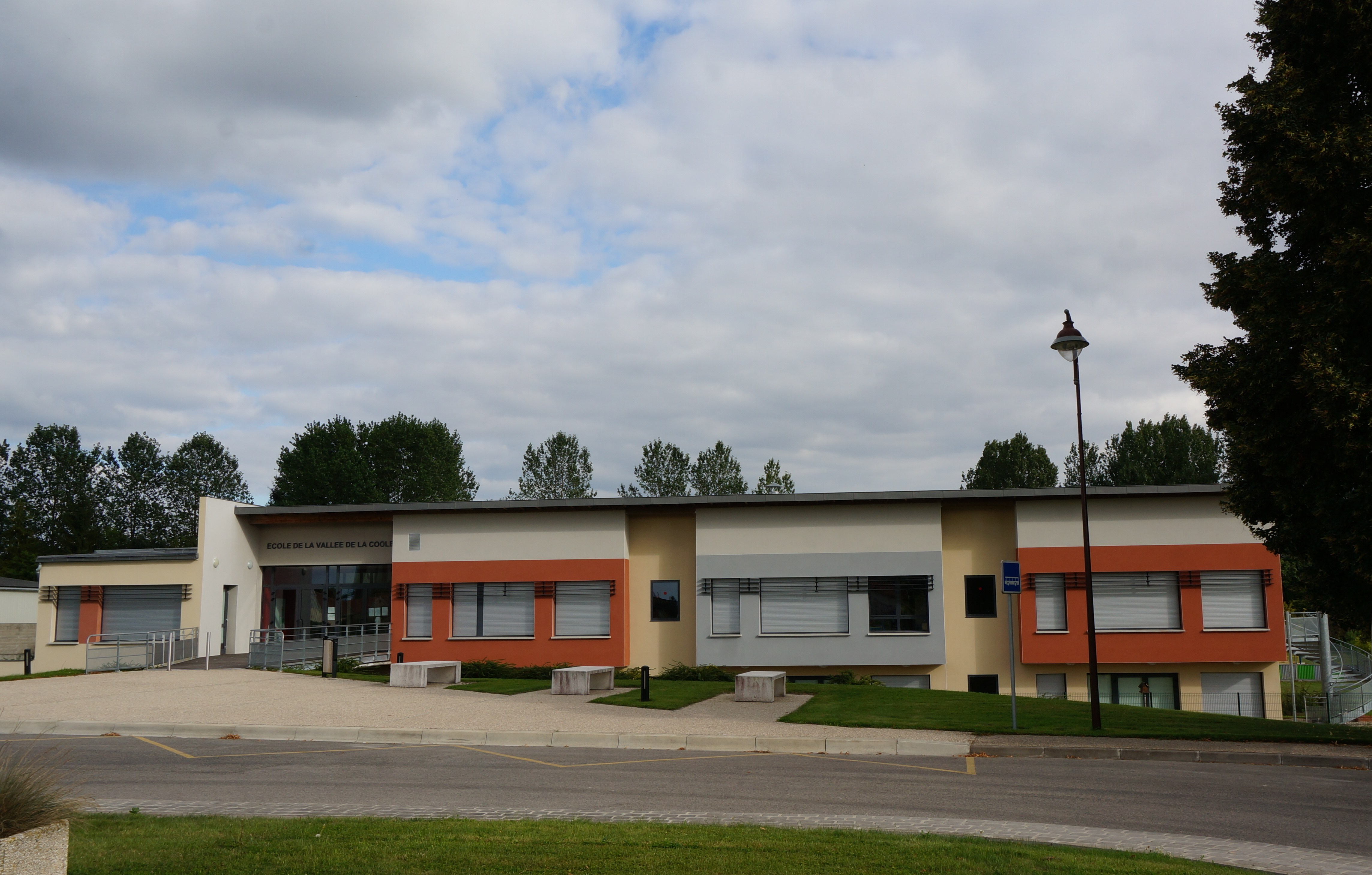
Schule Nuisement-sur-Coole
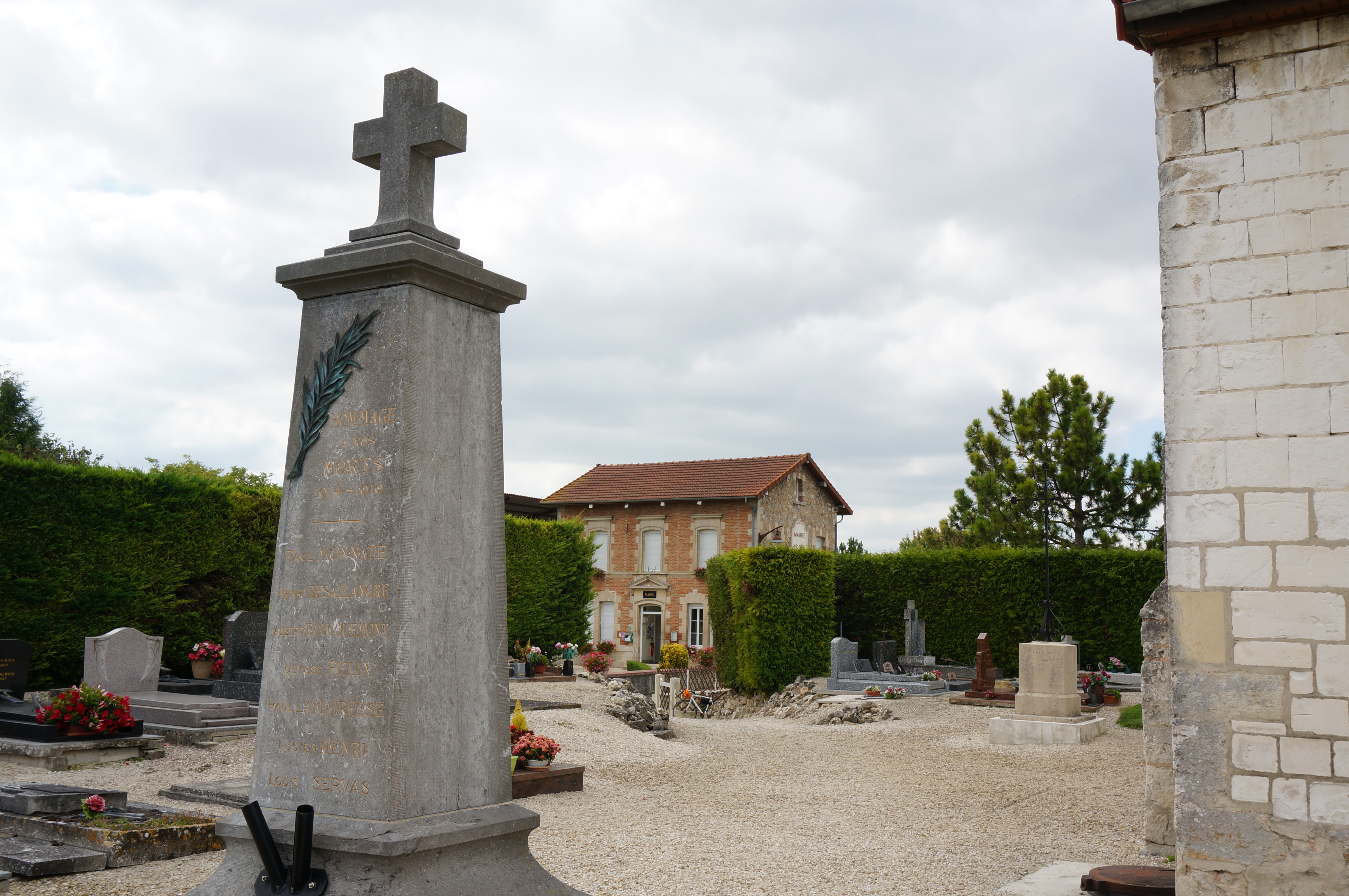
Gefallenendenkmal

- Kirche Saint-Étienne
- Schule Nuisement-sur-Coole
- Gefallenendenkmal

## Wirtschaft und Infrastruktur
In Nuisement-sur-Coole sind 21 Landwirtschaftsbetriebe ansässig (Anbau von Getreide und Hülsenfrüchten, Gartenbaubetrieb). Im Südwesten der Gemeinde befindet sich ein Butan- und Propan-Tanklager.
Durch das Gemeindegebiet von Nuisement-sur-Coole führen die Fernstraße D 977 (frühere Route nationale 77) von Châlons-en-Champagne nach Troyes und die Autoroute A 26 von Reims nach Troyes; der Bahnhof Nuisement-sur-Coole liegt an der Bahnstrecke von Orléans nach Châlons-en-Champagne.

## Belege
1. ↑  Nuisement-sur-Coole auf cassini.ehess
2. ↑  Nuisement-sur-Coole auf INSEE
3. ↑  Landwirtschaftsbetriebe auf annuaire-mairie.fr (französisch)